# Ceolwulf II
Ceolwulf II (... – 883 circa) fu re di Mercia dall'874 all'881 o 883 circa.
Nell'873-874 i Danesi attaccarono il regno di Mercia, conquistandone la capitale, Repton. Il re Burgred fu costretto all'esilio e i Danesi installarono sul trono, come re dipendente Ceolwulf, probabilmente discendente del re Ceolwulf I. Le Cronache anglosassoni lo definiscono un "re sciocco" perché doveva il proprio potere ai Danesi.
Le Cronache anglosassoni riportano inoltre che nell'877 i Danesi si divisero una parte del regno di Mercia, mentre a Ceolwulf venne lasciata la parte occidentale, compresa Worcester. Una lista reale di Worcester gli attribuisce un regno di 5 anni e sembra dunque che abbia regnato fino all'879. La stessa lista gli attribuisce come successore Aethelred II, che sembra fosse piuttosto conte di Mercia sotto il re Alfredo il Grande, divenuto re di tutti gli Anglo-Sassoni.
Nell'878 Ceolwulf probabilmente uccise in battaglia Rhodri Mawr, re di Gwynedd, come riferiscono le antiche cronache gallesi e irlandesi.